# 5802 Casteldelpiano
5802 Casteldelpiano è un asteroide della fascia principale. Scoperto nel 1984, presenta un'orbita caratterizzata da un semiasse maggiore pari a 2,2720090 UA e da un'eccentricità di 0,1553419, inclinata di 2,40082° rispetto all'eclittica.